# Christoffel van Oost-Friesland
Christoffel van Oost-Friesland (Aurich, 8 oktober 1536 - Komárom, 29 september 1566) was de tweede zoon van Enno II van Oost-Friesland en Anna van Oldenburg en een broer van de graven Edzard en Johan.
Anders dan zijn broers hield graaf Christoffel zich niet bezig met politiek, maar legde hij zich toe op een militaire carrière. Hij sneuvelde op 29-jarige leeftijd tijdens het beleg van de Hongaarse grensstad Komárom door de Turken. 
Hij was niet getrouwd, maar kreeg ongeveer een jaar voor zijn dood wel een natuurlijke dochter uit zijn relatie met een barbiersdochter uit Aurich. Het kind werd Catharina genoemd, naar haar tante Catharina van Zweden, die in 1559 getrouwd was met Christoffels broer Edzard. De dochter werd in 1585 door de familie van haar biologische vader uitgehuwelijkt aan de ruim 50 jaar oudere drost van Emden, Ocko Frese. Na diens dood in 1591 hertrouwde Catharina Cirksena met de Groninger edelman Egbert Alberda (1566-1604). Via de afstamming van beide kinderen uit dit huwelijk zijn veel Groningse adellijke en patricische families geparenteerd aan het grafelijke huis van Oost-Friesland. 